# Saint-Pierre-Toirac
 Saint-Pierre-Toirac  (en occitano Sant Pèire-Toirac) es una población y comuna francesa, situada en la región de Mediodía-Pirineos, departamento de Lot, en el distrito de Figeac y cantón de Cajarc.

## Demografía
| 170 | 171 | 160 | 155 | 145 | 121 |
| Para los censos de 1962 a 1999 la población legal corresponde a la población sin duplicidades (Fuente: INSEE [Consultar]) |     |     |     |     |     |